# Somaya Faruqi
Somaya Faruqi (também conhecida como Farooqi, nascida em 2002) é uma estudante e engenheira afegã, e a capitã do Afghan Girls Robotics Team, também conhecido como "Afghan Dreamers". Ela foi nomeada uma das 100 Mulheres da BBC em 2020 e foi apresentada pela UNICEF, em 2020, bem como na campanha de Igualdade de Geração de Mulheres da ONU, em 2021. Durante a pandemia de COVID-19 em 2020, sua equipe projetou um protótipo de ventilador para ajudar a combater o coronavírus no Afeganistão.

## Infância e educação
Somaya Faruqi nasceu em 2002 na cidade de Herate, no oeste do Afeganistão. Quando criança, ela se interessou por engenharia observando e trabalhando com seu pai em sua oficina mecânica. Sua mãe não pôde ter uma educação formal após os dez anos de idade, devido às restrições do Talibã à educação das mulheres. Faruqi disse: "Quero me tornar uma engenheira eletrônica no futuro e sou abençoada por ter o apoio total de minha mãe e de meu pai."

## Carreira
Em 2017, aos 14 anos, Faruqi foi uma das seis integrantes do Afghan Girls Robotics Team, fundado por Roya Mahboob, que viajou para os Estados Unidos para participar da competição internacional de robótica FIRST Global Challenge. Em 2018, a equipe treinou no Canadá, continuou viajando nos Estados Unidos por meses e participando de competições. Depois que seus vistos nos Estados Unidos expiraram, Faruqi participou de competições por equipes na Estônia e em Istambul.
No início de 2020, aos 17 anos, Faruqi tornou-se a capitã do Afghan Girls Robotics Team. A equipe se reunia diariamente após as aulas. Em março de 2020, o então governador de Herate, em resposta à pandemia de COVID-19 e à escassez de ventiladores, buscou ajuda para um  projeto de ventiladores de baixo custo, e a Afghan Girls Robotics Team foi uma das seis equipes contatadas pelo governo. Usando um projeto do MIT e com a orientação dos engenheiros do MIT e de Douglas Chin, um cirurgião da Califórnia, a equipe desenvolveu um protótipo com peças do Toyota Corolla e um acionamento por corrente de uma motocicleta Honda. O pai de Faruqi serviu como motorista da equipe, pegando-os em suas casas e dirigindo nas ruas laterais para evitar os postos de controle para ajudá-los a chegar à oficina. A UNICEF também apoiou a equipe na aquisição das peças necessárias durante os três meses que passaram construindo o protótipo, que foi concluído em julho de 2020.
Em dezembro de 2020, o ministro da Indústria e Comércio, Nizar Ahmad Ghoryani, doou fundos e obteve um terreno para uma fábrica de produção dos ventiladores. Sob a direção de seu mentor Roya Mahboob, CEO da Afghan Citadel Software Company, os Afghan Dreamers também projetaram um robô UVC para higienização e um robô spray para desinfecção, ambos aprovados pelo Ministério da Saúde para produção.
No início de agosto de 2021, Faruqi foi citada pela Public Radio International sobre o futuro do Afeganistão, afirmando: "Não apoiamos nenhum grupo em detrimento de outro, mas para nós o importante é podermos continuar nosso trabalho. As mulheres no Afeganistão fizeram muito progresso nas últimas duas décadas e esse progresso deve ser respeitado." Em 17 de agosto de 2021, a Afghan Girls Robotics Team e seus treinadores estavam tentando evacuar, mas não conseguiram obter um voo para fora do Afeganistão, e pediram ajuda ao Canadá. Em 19 de agosto de 2021, alguns membros da equipe e seus treinadores haviam evacuado para o Catar. Em 25 de agosto de 2021, alguns membros chegaram ao México. Em 26 de agosto de 2021, Faruqi foi citada pela Reuters como tendo declarado: "Deixamos o Afeganistão para estudar e um dia voltaremos e serviremos ao nosso povo e ao nosso país."

## Honras e prêmios
- 2017 - Medalha de Prata Conquista Corajosa no FIRST Global Challenge, ciência e tecnologia[6]
- 2018 - Desafio de Empreendedorismo, na Robotex, na Estônia[6]
- 2020 - Prêmio Beneficiando a Humanidade em IA no World Summit AI[6]
- 2020 - Dream Award de Janet Ivey-Duensing, no Raw Science Film Festival[6]
- 2020 - 100 mulheres da BBC de 2020[6]
- 2020 - Ativista adolescente da UNICEF[24]
- 2021 - Forbes 30 Under 30 Asia[25]
- 2021 - Meninas inspiradoras a conhecer: quatro histórias para celebrar as meninas nas TIC, da ONU Mulheres